# Freihandelsabkommen der Europäischen Union

Freihandelsabkommen der Europäischen Union (Stand: Juli 2025)
Europäische Union
Abkommen in Kraft
Abkommen vorläufig in Kraft
Abkommen unterzeichnet, aber nicht in Kraft
Abkommen paraphiert, aber nicht unterzeichnet
Abkommen wird verhandelt
Vertragsverhandlungen auf Eis gelegt/ausgesetzt
kein Vertrag, keine offiziellen Verhandlungen

Die Europäische Union hat mit folgenden Ländern Freihandelsabkommen abgeschlossen oder steht in Verhandlungen.
Die EU ist seit 1995 Mitglied in der Welthandelsorganisation (WTO) und übt dort das Stimmrecht für alle ihre Mitgliedsstaaten aus. Sie ist damit auch Vertragspartner beim Allgemeinen Zoll- und Handelsabkommen (GATT), beim Allgemeinen Abkommen über den Handel mit Dienstleistungen (GATS), und beim Übereinkommen über handelsbezogene Aspekte der Rechte des geistigen Eigentums (TRIPS)
Freihandelsabkommen, die zwar unterzeichnet, aber noch nicht von allen Vertragsparteien ratifiziert wurden, sind oftmals mit einer Klausel versehen, dass sie in diesem Zustand bereits „vorläufig“ oder eingeschränkt zur Anwendung kommen. Ob diese Praxis juristisch korrekt ist, ist umstritten. So bezeichnet ein Gutachten des Europarechtlers Wolfgang Weiß die vorläufige Anwendung eines Abkommens „an den Parlamenten vorbei“ als „verfassungsrechtlich und demokratiepolitisch unakzeptabel“. Laut Verfassungsrechtler Heinz Mayer ist die Praxis aus österreichischer Sicht verfassungswidrig.
Die Ratifikation der Freihandelsabkommen muss durch die Parlamente aller Vertragsparteien geschehen, das heißt allen zum Zeitpunkt der Unterzeichnung existierenden EU-Mitgliedsstaaten. So werden Abkommen, die vor 2013 unterzeichnet wurden, nicht vom kroatischen Parlament ratifiziert, kommen dort aber genauso zur Geltung.

## Liste
Die EU hat (Stand April 2021) 77 Freihandelsabkommen unterzeichnet:
| Flagge                         | Staat                              | Unterzeichnet                    | Vorläufige Anwendung | In Kraft getreten | Abkommen | Beziehung                                                         |
| ------------------------------ | ---------------------------------- | -------------------------------- | -------------------- | ----------------- | --- | ----------------------------------------------------------------- |
| Afghanistan                    | Afghanistan                        |                                  |                      |                   | Derzeit kein Freihandelsabkommen | Außenpolitik Afghanistans                                         |
| Agypten                        | Ägypten                            | 25. Juni 2001                    | 1. Januar 2004       | 1. Juni 2004      | Europa-Mittelmeer-Abkommen zur Gründung einer Assoziation zwischen den Europäischen Gemeinschaften und ihren Mitgliedstaaten einerseits und der Arabischen Republik Ägypten andererseits | Außenpolitik Ägyptens                                             |
| Albanien                       | Albanien                           | 12. Juni 2006                    |                      | 1. April 2009     | Stabilisierungs- und Assoziierungsabkommen zwischen den Europäischen Gemeinschaften und ihren Mitgliedstaaten einerseits und der Republik Albanien andererseits | Beitrittsverhandlungen Albaniens mit der Europäischen Union       |
| Algerien                       | Algerien                           | 22. April 2002                   |                      | 1. September 2005 | Europa-Mittelmeer-Abkommen zur Gründung einer Assoziation zwischen der Europäischen Gemeinschaft und ihren Mitgliedstaaten einerseits und der Demokratischen Volksrepublik Algerien andererseits | Außenpolitik Algeriens                                            |
| Andorra                        | Andorra                            | 28. Juni 1990                    |                      | 1. Januar 1991    | Abkommen zwischen der Europäischen Wirtschaftsgemeinschaft und dem Fürstentum Andorra | Andorra und die Europäische Union                                 |
| Angola                         | Angola                             |                                  |                      |                   | Derzeit kein Freihandelsabkommen | Außenpolitik Angolas                                              |
| Antigua und Barbuda            | Antigua und Barbuda                | 15. Oktober 2008                 | 29. Dezember 2008    |                   | Wirtschaftspartnerschaftsabkommen zwischen den CARIFORUM-Staaten einerseits und der Europäischen Gemeinschaft und ihren Mitgliedstaaten andererseits | Außenpolitik Antigua und Barbudas                                 |
| Äquatorialguinea               | Äquatorialguinea                   |                                  |                      |                   | Derzeit kein Freihandelsabkommen | Außenpolitik Äquatorialguineas                                    |
| Argentinien                    | Argentinien                        |                                  |                      |                   | Derzeit kein Freihandelsabkommen (Mercosur) | Außenpolitik Argentiniens                                         |
| Armenien                       | Armenien                           | 22. April 1996 24. November 2017 | 1. Juni 2018         | 1. Juli 1999      | Abkommen über Partnerschaft und Zusammenarbeit zwischen den Europäischen Gemeinschaften und ihren Mitgliedstaaten einerseits und der Republik Armenien andererseits Abkommen über eine umfassende und verstärkte Partnerschaft zwischen der Europäischen Union und der Europäischen Atomgemeinschaft und ihren Mitgliedstaaten einerseits und der Republik Armenien andererseits | Außenpolitik Armeniens                                            |
| Aserbaidschan                  | Aserbaidschan                      | 22. April 1996                   |                      | 1. Juli 1999      | Abkommen über Partnerschaft und Zusammenarbeit zwischen den Europäischen Gemeinschaften und ihren Mitgliedstaaten einerseits und der Republik Aserbaidschan andererseits | Außenpolitik Aserbaidschans                                       |
| Athiopien                      | Äthiopien                          |                                  |                      |                   | Derzeit kein Freihandelsabkommen | Außenpolitik Äthiopiens                                           |
| Australien                     | Australien                         |                                  |                      |                   | Derzeit kein Freihandelsabkommen. Aufnahme von Freihandelsverhandlungen am 22. Mai 2018 beschlossen, jedoch im Oktober 2023 vorerst gescheitert. | Australien und die Europäische Union                              |
| Bahamas                        | Bahamas                            | 15. Oktober 2008                 | 29. Dezember 2008    |                   | Wirtschaftspartnerschaftsabkommen zwischen den CARIFORUM-Staaten einerseits und der Europäischen Gemeinschaft und ihren Mitgliedstaaten andererseits | Außenpolitik Bahamas                                              |
| Bahrain                        | Bahrain                            |                                  |                      |                   | Derzeit kein Freihandelsabkommen | Außenpolitik Bahrains                                             |
| Bangladesch                    | Bangladesch                        |                                  |                      |                   | Derzeit kein Freihandelsabkommen | Außenpolitik Bangladeschs                                         |
| Barbados                       | Barbados                           | 15. Oktober 2008                 | 29. Dezember 2008    |                   | Wirtschaftspartnerschaftsabkommen zwischen den CARIFORUM-Staaten einerseits und der Europäischen Gemeinschaft und ihren Mitgliedstaaten andererseits | Außenpolitik Barbados                                             |
| Belarus                        | Belarus                            |                                  |                      |                   | Derzeit kein Freihandelsabkommen | Belarus und die Europäische Union                                 |
| Belgien                        | Belgien                            |                                  |                      |                   | Mitgliedsstaat der Europäischen Union und der Eurozone | Außenpolitik Belgiens                                             |
| Belize                         | Belize                             | 15. Oktober 2008                 | 29. Dezember 2008    |                   | Wirtschaftspartnerschaftsabkommen zwischen den CARIFORUM-Staaten einerseits und der Europäischen Gemeinschaft und ihren Mitgliedstaaten andererseits | Außenpolitik Belizes                                              |
| Benin                          | Benin                              |                                  |                      |                   | Derzeit kein Freihandelsabkommen | Außenpolitik Benins                                               |
| Bhutan                         | Bhutan                             |                                  |                      |                   | Derzeit kein Freihandelsabkommen | Außenpolitik Bhutans                                              |
| Bolivien                       | Bolivien                           |                                  |                      |                   | Derzeit kein Freihandelsabkommen | Außenpolitik Boliviens                                            |
| Bosnien und Herzegowina        | Bosnien und Herzegowina            | 16. Juni 2008                    |                      | 1. Juni 2015      | Stabilisierungs- und Assoziierungsabkommen zwischen den Europäischen Gemeinschaften und ihren Mitgliedstaaten einerseits und Bosnien und Herzegowina andererseits | Bosnien und Herzegowina und die Europäische Union                 |
| Botswana                       | Botswana                           | 10. Juni 2016                    | 10. Oktober 2016     |                   | Wirtschaftspartnerschaftsabkommen zwischen der Europäischen Union und ihren Mitgliedstaaten einerseits und den SADC-WPA-Staaten andererseits | Außenpolitik Botswanas                                            |
| Brasilien                      | Brasilien                          |                                  |                      |                   | Derzeit kein Freihandelsabkommen (Mercosur) | Außenpolitik Brasiliens                                           |
| Brunei                         | Brunei                             |                                  |                      |                   | Derzeit kein Freihandelsabkommen | Außenpolitik Bruneis                                              |
| Bulgarien                      | Bulgarien                          |                                  |                      |                   | Mitgliedsstaat der Europäischen Union | Außenpolitik Bulgariens                                           |
| Burkina Faso                   | Burkina Faso                       |                                  |                      |                   | Derzeit kein Freihandelsabkommen | Außenpolitik Burkina Fasos                                        |
| Burundi                        | Burundi                            |                                  |                      |                   | Derzeit kein Freihandelsabkommen | Außenpolitik Burundis                                             |
| Chile                          | Chile                              | 18. November 2002                |                      | 1. März 2005      | Abkommen zur Gründung einer Assoziation zwischen der Europäischen Gemeinschaft und ihren Mitgliedstaaten einerseits und der Republik Chile andererseits | Außenpolitik Chiles                                               |
| China Volksrepublik            | China, Volksrepublik               |                                  |                      |                   | Ein Ende 2020 fertig ausgehandeltes „Umfassendes Abkommen über Investitionen (CAI)“ liegt „wegen chinesischer Sanktionen“ gegen EU-Abgeordnete und gegen Litauen auf Eis. | Außenpolitik der Volksrepublik China                              |
| Costa Rica                     | Costa Rica                         | 29. Juni 2012                    | 1. Oktober 2013      |                   | Abkommen zur Gründung einer Assoziation zwischen der Europäischen Union und ihren Mitgliedstaaten einerseits und Zentralamerika andererseits | Außenpolitik Costa Ricas                                          |
| Danemark                       | Dänemark                           |                                  |                      |                   | Mitgliedsstaat der Europäischen Union | Außenpolitik Dänemarks                                            |
| Deutschland                    | Deutschland                        |                                  |                      |                   | Mitgliedsstaat der Europäischen Union und der Eurozone | Außenpolitik der Bundesrepublik Deutschland                       |
| Dominica                       | Dominica                           | 15. Oktober 2008                 | 29. Dezember 2008    |                   | Wirtschaftspartnerschaftsabkommen zwischen den CARIFORUM-Staaten einerseits und der Europäischen Gemeinschaft und ihren Mitgliedstaaten andererseits | Außenpolitik Dominicas                                            |
| Dominikanische Republik        | Dominikanische Republik            | 15. Oktober 2008                 | 29. Dezember 2008    |                   | Wirtschaftspartnerschaftsabkommen zwischen den CARIFORUM-Staaten einerseits und der Europäischen Gemeinschaft und ihren Mitgliedstaaten andererseits | Außenpolitik der Dominikanischen Republik                         |
| Dschibuti                      | Dschibuti                          |                                  |                      |                   | Derzeit kein Freihandelsabkommen | Außenpolitik Dschibutis                                           |
| Ecuador                        | Ecuador                            | 11. November 2016                | 1. Januar 2017       |                   | Beitrittsprotokoll zum Handelsübereinkommen zwischen der Europäischen Union und ihren Mitgliedstaaten einerseits sowie Kolumbien und Peru andererseits betreffend den Beitritt Ecuadors | Außenpolitik Ecuadors                                             |
| Elfenbeinküste                 | Elfenbeinküste                     | 26. November 2008                | 3. September 2016    |                   | Interim-Wirtschaftspartnerschaftsabkommen zwischen Côte d’Ivoire einerseits und der Europäischen Gemeinschaft und ihren Mitgliedstaaten andererseits | Außenpolitik der Elfenbeinküste                                   |
| El Salvador                    | El Salvador                        | 29. Juni 2012                    | 1. Oktober 2013      |                   | Abkommen zur Gründung einer Assoziation zwischen der Europäischen Union und ihren Mitgliedstaaten einerseits und Zentralamerika andererseits | Außenpolitik El Salvador                                          |
| Eritrea                        | Eritrea                            |                                  |                      |                   | Derzeit kein Freihandelsabkommen | Außenpolitik Eritreas                                             |
| Estland                        | Estland                            |                                  |                      |                   | Mitgliedsstaat der Europäischen Union und der Eurozone | Außenpolitik Estlands                                             |
| Eswatini                       | Eswatini                           | 10. Juni 2016                    | 10. Oktober 2016     |                   | Wirtschaftspartnerschaftsabkommen zwischen der Europäischen Union und ihren Mitgliedstaaten einerseits und den SADC-WPA-Staaten andererseits | Außenpolitik Eswatinis                                            |
| Fidschi                        | Fidschi                            | 11. Dezember 2009                | 28. Juli 2014        |                   | Interims-Partnerschaftsabkommen zwischen der Europäischen Gemeinschaft einerseits und den Pazifik-Staaten andererseits | Außenpolitik Fidschis                                             |
| Finnland                       | Finnland                           |                                  |                      |                   | Mitgliedsstaat der Europäischen Union und der Eurozone | Außenpolitik Finnlands                                            |
| Frankreich                     | Frankreich                         |                                  |                      |                   | Mitgliedsstaat der Europäischen Union und der Eurozone | Außenpolitik Frankreichs                                          |
| Gabun                          | Gabun                              |                                  |                      |                   | Derzeit kein Freihandelsabkommen | Außenpolitik Gabuns                                               |
| Gambia                         | Gambia                             |                                  |                      |                   | Derzeit kein Freihandelsabkommen | Außenpolitik Gambias                                              |
| Georgien                       | Georgien                           | 27. Juni 2014                    | 1. September 2014    | 1. Juli 2016      | Assoziierungsabkommen zwischen der Europäischen Union und der Europäischen Atomgemeinschaft und ihren Mitgliedstaaten einerseits und Georgien andererseits | Außenpolitik Georgiens                                            |
| Ghana                          | Ghana                              | 28. Juli 2016                    | 15. Dezember 2016    |                   | Interims-Wirtschaftspartnerschaftsabkommen zwischen Ghana einerseits und der Europäischen Gemeinschaft und ihren Mitgliedstaaten andererseits | Außenpolitik Ghanas                                               |
| Grenada                        | Grenada                            | 15. Oktober 2008                 | 29. Dezember 2008    |                   | Wirtschaftspartnerschaftsabkommen zwischen den CARIFORUM-Staaten einerseits und der Europäischen Gemeinschaft und ihren Mitgliedstaaten andererseits | Außenpolitik Grenadas                                             |
| Griechenland                   | Griechenland                       |                                  |                      |                   | Mitgliedsstaat der Europäischen Union und der Eurozone | Außenpolitik Griechenlands                                        |
| Guatemala                      | Guatemala                          | 29. Juni 2012                    | 1. Dezember 2013     |                   | Abkommen zur Gründung einer Assoziation zwischen der Europäischen Union und ihren Mitgliedstaaten einerseits und Zentralamerika andererseits | Außenpolitik Guatemalas                                           |
| Guinea-a                       | Guinea                             |                                  |                      |                   | Derzeit kein Freihandelsabkommen | Außenpolitik Guineas                                              |
| Guinea-Bissau                  | Guinea-Bissau                      |                                  |                      |                   | Derzeit kein Freihandelsabkommen | Außenpolitik Guinea-Bissau                                        |
| Guyana                         | Guyana                             | 20. Oktober 2008                 | 29. Dezember 2008    |                   | Wirtschaftspartnerschaftsabkommen zwischen den CARIFORUM-Staaten einerseits und der Europäischen Gemeinschaft und ihren Mitgliedstaaten andererseits | Außenpolitik Guyanas                                              |
| Haiti                          | Haiti                              | 10. Dezember 2009                |                      |                   | Wirtschaftspartnerschaftsabkommen zwischen den CARIFORUM-Staaten einerseits und der Europäischen Gemeinschaft und ihren Mitgliedstaaten andererseits | Außenpolitik Haitis                                               |
| Honduras                       | Honduras                           | 29. Juni 2012                    | 1. August 2013       |                   | Abkommen zur Gründung einer Assoziation zwischen der Europäischen Union und ihren Mitgliedstaaten einerseits und Zentralamerika andererseits | Außenpolitik Honduras                                             |
| Indien                         | Indien                             |                                  |                      |                   | Derzeit kein Freihandelsabkommen. 2007 begonnene Verhandlungen wurden 2012 unterbrochen und 2022 wieder aufgenommen. | Außenpolitik Indiens                                              |
| Indonesien                     | Indonesien                         |                                  |                      |                   | Derzeit kein Freihandelsabkommen | Außenpolitik Indonesiens                                          |
| Irak                           | Irak                               | 11. Mai 2012                     |                      | 1. August 2018    | Partnerschafts- und Kooperationsabkommen zwischen der Europäischen Union und ihren Mitgliedstaaten einerseits und der Republik Irak andererseits | Außenpolitik Iraks                                                |
| Iran                           | Iran                               |                                  |                      |                   | Derzeit kein Freihandelsabkommen | Außenpolitik Iran                                                 |
| Irland                         | Irland                             |                                  |                      |                   | Mitgliedsstaat der Europäischen Union und der Eurozone | Außenpolitik Irland                                               |
| Island                         | Island                             | 2. Mai 1992                      |                      | 1. Januar 1994    | Abkommen über den Europäischen Wirtschaftsraum | Island und die Europäische Union                                  |
| Israel                         | Israel                             | 20. November 1995                |                      | 1. Juni 2000      | Europa-Mittelmeer-Abkommen zur Gründung einer Assoziation zwischen den Europäischen Gemeinschaften und ihren Mitgliedstaaten einerseits und dem Staat Israel andererseits | Außenpolitik Israels                                              |
| Italien                        | Italien                            |                                  |                      |                   | Mitgliedsstaat der Europäischen Union und der Eurozone | Außenpolitik Italiens                                             |
| Jamaika                        | Jamaika                            | 15. Oktober 2008                 | 29. Dezember 2008    |                   | Wirtschaftspartnerschaftsabkommen zwischen den CARIFORUM-Staaten einerseits und der Europäischen Gemeinschaft und ihren Mitgliedstaaten andererseits | Außenpolitik Jamaikas                                             |
| Japan                          | Japan                              | 17. Juli 2018                    |                      | 1. Februar 2019   | Abkommen zwischen der Europäischen Union und Japan über eine Wirtschaftspartnerschaft | Außenpolitik Japans                                               |
| Jemen                          | Jemen                              |                                  |                      |                   | Derzeit kein Freihandelsabkommen | Außenpolitik Jemen                                                |
| Jordanien                      | Jordanien                          | 24. November 1997                |                      | 1. Mai 2002       | Europa-Mittelmeer-Abkommen zur Gründung einer Assoziation zwischen den Europäischen Gemeinschaften und ihren Mitgliedstaaten einerseits und dem Haschemitischen Königreich Jordanien andererseits | Außenpolitik Jordanien                                            |
| Kambodscha                     | Kambodscha                         |                                  |                      |                   | Derzeit kein Freihandelsabkommen | Außenpolitik Kambodscha                                           |
| Kamerun                        | Kamerun                            | 15. Januar 2009                  | 4. August 2014       |                   | Übergangsabkommen für ein Wirtschaftspartnerschaftsabkommen zwischen der Europäischen Gemeinschaft und ihren Mitgliedstaaten einerseits und der Vertragspartei Zentralafrika andererseits | Außenpolitik Kamerun                                              |
| Kanada                         | Kanada                             | 30. Oktober 2016                 | 21. September 2017   |                   | Umfassendes Wirtschafts- und Handelsabkommen (CETA) zwischen Kanada einerseits und der Europäischen Union und ihren Mitgliedstaaten andererseits | Außenpolitik Kanada                                               |
| Kap Verde                      | Kap Verde                          |                                  |                      |                   | Derzeit kein Freihandelsabkommen | Außenpolitik Kap Verde                                            |
| Kasachstan                     | Kasachstan                         | 21. Dezember 2015                | 1. Mai 2016          |                   | Abkommen über eine verstärkte Partnerschaft und Zusammenarbeit zwischen der Europäischen Union und ihren Mitgliedstaaten einerseits und der Republik Kasachstan andererseits | Außenpolitik Kasachstan                                           |
| Katar                          | Katar                              |                                  |                      |                   | Derzeit kein Freihandelsabkommen | Außenpolitik Katar                                                |
| Kenia                          | Kenia                              |                                  |                      |                   | Derzeit kein Freihandelsabkommen | Außenpolitik Kenia                                                |
| Kirgisistan                    | Kirgisistan                        |                                  |                      |                   | Derzeit kein Freihandelsabkommen | Außenpolitik Kirgisistan                                          |
| Kiribati                       | Kiribati                           |                                  |                      |                   | Derzeit kein Freihandelsabkommen | Außenpolitik Kiribati                                             |
| Kolumbien                      | Kolumbien                          | 26. Juni 2012                    | 1. August 2013       |                   | Handelsübereinkommen zwischen der Europäischen Union und ihren Mitgliedstaaten einerseits sowie Kolumbien und Peru andererseits | Außenpolitik Kolumbien                                            |
| Komoren                        | Komoren                            | 28. Juli 2017                    | 7. Februar 2019      |                   | Interimsabkommen zur Festlegung eines Rahmens für ein Wirtschaftspartnerschaftsabkommen zwischen Staaten des östlichen und des südlichen Afrika einerseits und der Europäischen Gemeinschaft und ihren Mitgliedstaaten andererseits | Außenpolitik Komoren                                              |
| Kongo Republik                 | Kongo, Republik                    |                                  |                      |                   | Derzeit kein Freihandelsabkommen | Außenpolitik der Republik Kongo                                   |
| Kongo Demokratische Republik   | Kongo, Demokratische Republik      |                                  |                      |                   | Derzeit kein Freihandelsabkommen | Außenpolitik der Demokratische Republik Kongo                     |
| Korea Nord                     | Korea, Nord-                       |                                  |                      |                   | Derzeit kein Freihandelsabkommen | Außenpolitik Nordkorea                                            |
| Korea Sud                      | Korea, Süd-                        | 6. Oktober 2010                  | 1. Juli 2011         | 13. Dezember 2015 | Freihandelsabkommen zwischen der Europäischen Union und ihren Mitgliedstaaten einerseits und der Republik Korea andererseits | Außenpolitik Südkorea                                             |
| Kroatien                       | Kroatien                           |                                  |                      |                   | Mitgliedsstaat der Europäischen Union und der Eurozone | Außenpolitik Kroatien                                             |
| Kuba                           | Kuba                               |                                  |                      |                   | Derzeit kein Freihandelsabkommen | Außenpolitik Kuba                                                 |
| Kuwait                         | Kuwait                             |                                  |                      |                   | Derzeit kein Freihandelsabkommen | Außenpolitik Kuwait                                               |
| Laos                           | Laos                               |                                  |                      |                   | Derzeit kein Freihandelsabkommen | Außenpolitik Laos                                                 |
| Lesotho                        | Lesotho                            | 10. Juni 2016                    | 10. Oktober 2016     |                   | Wirtschaftspartnerschaftsabkommen zwischen der Europäischen Union und ihren Mitgliedstaaten einerseits und den SADC-WPA-Staaten andererseits | Außenpolitik Lesotho                                              |
| Lettland                       | Lettland                           |                                  |                      |                   | Mitgliedsstaat der Europäischen Union und der Eurozone | Außenpolitik Lettland                                             |
| Libanon                        | Libanon                            | 17. Juni 2002                    |                      | 1. April 2006     | Europa-Mittelmeer-Assoziationsabkommen zwischen der Europäischen Gemeinschaft und ihren Mitgliedstaaten einerseits und der Libanesischen Republik andererseits | Außenpolitik Libanons                                             |
| Liberia                        | Liberia                            |                                  |                      |                   | Derzeit kein Freihandelsabkommen | Außenpolitik Liberias                                             |
| Libyen                         | Libyen                             |                                  |                      |                   | Derzeit kein Freihandelsabkommen | Außenpolitik Libyens                                              |
| Liechtenstein                  | Liechtenstein                      | 2. Mai 1992                      |                      | 1. Mai 1995       | Abkommen über den Europäischen Wirtschaftsraum für das Fürstentum Liechtenstein | Liechtenstein und die Europäische Union                           |
| Litauen                        | Litauen                            |                                  |                      |                   | Mitgliedsstaat der Europäischen Union und der Eurozone | Außenpolitik Litauen                                              |
| Luxemburg                      | Luxemburg                          |                                  |                      |                   | Mitgliedsstaat der Europäischen Union und der Eurozone | Außenpolitik Luxemburg                                            |
| Madagaskar                     | Madagaskar                         | 29. August 2009                  | 14. Mai 2012         |                   | Interimsabkommen zur Festlegung eines Rahmens für ein Wirtschaftspartnerschaftsabkommen zwischen Staaten des östlichen und des südlichen Afrika einerseits und der Europäischen Gemeinschaft und ihren Mitgliedstaaten andererseits | Außenpolitik Madagaskars                                          |
| Malawi                         | Malawi                             |                                  |                      |                   | Derzeit kein Freihandelsabkommen | Außenpolitik Malawi                                               |
| Malaysia                       | Malaysia                           |                                  |                      |                   | Derzeit kein Freihandelsabkommen | Außenpolitik Malaysia                                             |
| Malediven                      | Malediven                          |                                  |                      |                   | Derzeit kein Freihandelsabkommen | Außenpolitik der Malediven                                        |
| Mali                           | Mali                               |                                  |                      |                   | Derzeit kein Freihandelsabkommen | Außenpolitik Malis                                                |
| Malta                          | Malta                              |                                  |                      |                   | Mitgliedsstaat der Europäischen Union und der Eurozone | Außenpolitik Malta                                                |
| Marokko                        | Marokko                            | 26. Februar 1996                 |                      | 1. März 2000      | Europa-Mittelmeer-Abkommens zur Gründung einer Assoziation zwischen den Europäischen Gemeinschaften und ihren Mitgliedstaaten einerseits und dem Königreich Marokko andererseits | Außenpolitik Marokkos                                             |
| Marshallinseln                 | Marshallinseln                     |                                  |                      |                   | Derzeit kein Freihandelsabkommen | Außenpolitik der Marshallinseln                                   |
| Mauretanien                    | Mauretanien                        |                                  |                      |                   | Derzeit kein Freihandelsabkommen | Außenpolitik Mauretanien                                          |
| Mauritius                      | Mauritius                          | 29. August 2009                  | 14. Mai 2012         |                   | Interimsabkommen zur Festlegung eines Rahmens für ein Wirtschaftspartnerschaftsabkommen zwischen Staaten des östlichen und des südlichen Afrika einerseits und der Europäischen Gemeinschaft und ihren Mitgliedstaaten andererseits | Außenpolitik Mauritius                                            |
| Mexiko                         | Mexiko                             | 8. Dezember 1997                 |                      | 1. Oktober 2000   | Abkommen über wirtschaftliche Partnerschaft, politische Koordinierung und Zusammenarbeit zwischen der Europäischen Gemeinschaft und ihren Mitgliedstaaten einerseits und den Vereinigten Mexikanischen Staaten andererseits | Außenpolitik Mexikos                                              |
| Mikronesien Foderierte Staaten | Föderierte Staaten von Mikronesien |                                  |                      |                   | Derzeit kein Freihandelsabkommen | Außenpolitik der Föderierten Staaten von Mikronesien              |
| Moldau Republik                | Moldawien                          | 27. Juni 2014                    | 1. September 2014    | 1. Juli 2016      | Assoziierungsabkommen zwischen der Europäischen Union und der Europäischen Atomgemeinschaft und ihren Mitgliedstaaten einerseits und der Republik Moldau andererseits | Republik Moldau und die Europäische Union                         |
| Monaco                         | Monaco                             |                                  |                      |                   | Derzeit kein Freihandelsabkommen | Monaco und die Europäische Union                                  |
| Mongolei                       | Mongolei                           |                                  |                      |                   | Derzeit kein Freihandelsabkommen | Außenpolitik Mongolei                                             |
| Montenegro                     | Montenegro                         | 15. Oktober 2007                 |                      | 1. Mai 2010       | Stabilisierungs- und Assoziierungsabkommen zwischen den Europäischen Gemeinschaften und ihren Mitgliedstaaten einerseits und der Republik Montenegro andererseits | Beitrittsverhandlungen Montenegros mit der Europäischen Union     |
| Mosambik                       | Mosambik                           | 10. Juni 2016                    | 4. Februar 2018      |                   | Wirtschaftspartnerschaftsabkommen zwischen der Europäischen Union und ihren Mitgliedstaaten einerseits und den SADC-WPA-Staaten andererseits | Außenpolitik Mosambik                                             |
| Myanmar                        | Myanmar                            |                                  |                      |                   | Derzeit kein Freihandelsabkommen | Außenpolitik Myanmar                                              |
| Namibia                        | Namibia                            | 10. Juni 2016                    | 10. Oktober 2016     |                   | Wirtschaftspartnerschaftsabkommen zwischen der Europäischen Union und ihren Mitgliedstaaten einerseits und den SADC-WPA-Staaten andererseits | Außenpolitik Namibia                                              |
| Nauru                          | Nauru                              |                                  |                      |                   | Derzeit kein Freihandelsabkommen | Außenpolitik Nauru                                                |
| Nepal                          | Nepal                              |                                  |                      |                   | Derzeit kein Freihandelsabkommen | Außenpolitik Nepal                                                |
| Neuseeland                     | Neuseeland                         | 30. Juni 2022                    |                      |                   | Aufnahme von Freihandelsverhandlungen am 22. Mai 2018 beschlossen und Ende Juli 2023 Freihandelsabkommen unterzeichnet: Europäisches Parlament und alle 27 Mitgliedsstaaten müssen noch zustimmen. | Außenpolitik Neuseelands                                          |
| Nicaragua                      | Nicaragua                          | 29. Juni 2012                    | 1. August 2013       |                   | Abkommen zur Gründung einer Assoziation zwischen der Europäischen Union und ihren Mitgliedstaaten einerseits und Zentralamerika andererseits | Außenpolitik Nicaraguas                                           |
| Niederlande                    | Niederlande                        |                                  |                      |                   | Mitgliedsstaat der Europäischen Union und der Eurozone | Außenpolitik der Niederlande                                      |
| Niger                          | Niger                              |                                  |                      |                   | Derzeit kein Freihandelsabkommen | Außenpolitik von Niger                                            |
| Nigeria                        | Nigeria                            |                                  |                      |                   | Derzeit kein Freihandelsabkommen | Außenpolitik Nigerias                                             |
| Nordmazedonien                 | Nordmazedonien                     | 9. April 2001                    |                      | 1. April 2004     | Stabilisierungs- und Assoziierungsabkommen zwischen den Europäischen Gemeinschaften und ihren Mitgliedstaaten einerseits und der ehemaligen jugoslawischen Republik Mazedonien andererseits | Beitrittsverhandlungen Nordmazedoniens mit der Europäischen Union |
| Norwegen                       | Norwegen                           | 2. Mai 1992                      |                      | 1. Januar 1994    | Abkommen über den Europäischen Wirtschaftsraum | Norwegen und die Europäische Union                                |
| Oman                           | Oman                               |                                  |                      |                   | Derzeit kein Freihandelsabkommen | Außenpolitik Oman                                                 |
| Osterreich                     | Österreich                         |                                  |                      |                   | Mitgliedsstaat der Europäischen Union und der Eurozone | Außenpolitik Österreichs                                          |
| Osttimor                       | Osttimor                           |                                  |                      |                   | Derzeit kein Freihandelsabkommen | Außenpolitik Osttimors                                            |
| Pakistan                       | Pakistan                           |                                  |                      |                   | Derzeit kein Freihandelsabkommen | Außenpolitik Pakistan                                             |
| Palau                          | Palau                              |                                  |                      |                   | Derzeit kein Freihandelsabkommen | Außenpolitik von Palau                                            |
| Panama                         | Panama                             | 29. Juni 2012                    | 1. August 2013       |                   | Abkommen zur Gründung einer Assoziation zwischen der Europäischen Union und ihren Mitgliedstaaten einerseits und Zentralamerika andererseits | Außenpolitik Panamas                                              |
| Papua-Neuguinea                | Papua-Neuguinea                    | 30. Juli 2009                    | 20. Dezember 2009    |                   | Interims-Partnerschaftsabkommen zwischen der Europäischen Gemeinschaft einerseits und den Pazifik-Staaten andererseits | Außenpolitik Papua-Neuguineas                                     |
| Paraguay                       | Paraguay                           |                                  |                      |                   | Derzeit kein Freihandelsabkommen (Mercosur) | Außenpolitik Paraguay                                             |
| Peru                           | Peru                               | 26. Juni 2012                    | 1. März 2013         |                   | Handelsübereinkommen zwischen der Europäischen Union und ihren Mitgliedstaaten einerseits sowie Kolumbien und Peru andererseits | Außenpolitik Peru                                                 |
| Philippinen                    | Philippinen                        |                                  |                      |                   | Derzeit kein Freihandelsabkommen | Außenpolitik der Philippinen                                      |
| Polen                          | Polen                              |                                  |                      |                   | Mitgliedsstaat der Europäischen Union | Außenpolitik Polens                                               |
| Portugal                       | Portugal                           |                                  |                      |                   | Mitgliedsstaat der Europäischen Union und der Eurozone | Außenpolitik Portugals                                            |
| Ruanda                         | Ruanda                             |                                  |                      |                   | Derzeit kein Freihandelsabkommen | Außenpolitik Ruandas                                              |
| Rumänien                       | Rumänien                           |                                  |                      |                   | Mitgliedsstaat der Europäischen Union | Außenpolitik Rumänien                                             |
| Russland                       | Russland                           |                                  |                      |                   | Derzeit kein Freihandelsabkommen | Außenpolitik Russlands                                            |
| Salomonen                      | Salomonen                          |                                  |                      |                   | Derzeit kein Freihandelsabkommen | Außenpolitik der Salomonen                                        |
| Sambia                         | Sambia                             |                                  |                      |                   | Derzeit kein Freihandelsabkommen | Außenpolitik Sambia                                               |
| Samoa                          | Samoa                              |                                  | 31. Dezember 2018    |                   | Interims-Partnerschaftsabkommen zwischen der Europäischen Gemeinschaft einerseits und den Pazifik-Staaten andererseits | Außenpolitik Samoas                                               |
| San Marino                     | San Marino                         | 16. Dezember 1991                |                      | 1. April 2002     | Abkommen über eine Zollunion und die Zusammenarbeit zwischen der Europäischen Wirtschaftsgemeinschaft und der Republik San Marino | San Marino und die Europäische Union                              |
| Sao Tome und Principe          | São Tomé und Príncipe              |                                  |                      |                   | Derzeit kein Freihandelsabkommen | Außenpolitik São Tomé und Príncipe                                |
| Saudi-Arabien                  | Saudi-Arabien                      |                                  |                      |                   | Derzeit kein Freihandelsabkommen | Außenpolitik Saudi-Arabien                                        |
| Schweden                       | Schweden                           |                                  |                      |                   | Mitgliedsstaat der Europäischen Union | Außenpolitik Schweden                                             |
| Schweiz                        | Schweiz                            | 22. Juli 1972                    |                      | 1. Januar 1973    | Abkommen zwischen der Europäischen Wirtschaftsgemeinschaft und der Schweizerischen Eidgenossenschaft | Aussenpolitik der Schweiz                                         |
| Senegal                        | Senegal                            |                                  |                      |                   | Derzeit kein Freihandelsabkommen | Außenpolitik Senegals                                             |
| Serbien                        | Serbien                            | 29. April 2008                   |                      | 1. September 2013 | Stabilisierungs- und Assoziierungsabkommen zwischen den Europäischen Gemeinschaften und ihren Mitgliedstaaten einerseits und der Republik Serbien andererseits | Beitrittsverhandlungen Serbiens mit der Europäischen Union        |
| Seychellen                     | Seychellen                         | 29. August 2009                  | 14. Mai 2012         |                   | Interimsabkommen zur Festlegung eines Rahmens für ein Wirtschaftspartnerschaftsabkommen zwischen Staaten des östlichen und des südlichen Afrika einerseits und der Europäischen Gemeinschaft und ihren Mitgliedstaaten andererseits | Außenpolitik der Seychellen                                       |
| Sierra Leone                   | Sierra Leone                       |                                  |                      |                   | Derzeit kein Freihandelsabkommen | Außenpolitik Sierra Leones                                        |
| Simbabwe                       | Simbabwe                           | 29. August 2009                  | 14. Mai 2012         |                   | Interimsabkommen zur Festlegung eines Rahmens für ein Wirtschaftspartnerschaftsabkommen zwischen Staaten des östlichen und des südlichen Afrika einerseits und der Europäischen Gemeinschaft und ihren Mitgliedstaaten andererseits | Außenpolitik Simbabwes                                            |
| Singapur                       | Singapur                           |                                  |                      |                   | EU-Singapore Free Trade Agreement | Außenpolitik Singapur                                             |
| Slowakei                       | Slowakei                           |                                  |                      |                   | Mitgliedsstaat der Europäischen Union und der Eurozone | Außenpolitik Slowakei                                             |
| Slowenien                      | Slowenien                          |                                  |                      |                   | Mitgliedsstaat der Europäischen Union und der Eurozone | Außenpolitik Slowenien                                            |
| Somalia                        | Somalia                            |                                  |                      |                   | Derzeit kein Freihandelsabkommen | Außenpolitik Somalia                                              |
| Spanien                        | Spanien                            |                                  |                      |                   | Mitgliedsstaat der Europäischen Union und der Eurozone | Außenpolitik Spanien                                              |
| Sri Lanka                      | Sri Lanka                          |                                  |                      |                   | Derzeit kein Freihandelsabkommen | Außenpolitik Sri Lanka                                            |
| Saint Kitts Nevis              | St. Kitts und Nevis                | 15. Oktober 2008                 | 29. Dezember 2008    |                   | Wirtschaftspartnerschaftsabkommen zwischen den CARIFORUM-Staaten einerseits und der Europäischen Gemeinschaft und ihren Mitgliedstaaten andererseits | Außenpolitik St. Kitts und Nevis                                  |
| Saint Lucia                    | St. Lucia                          | 15. Oktober 2008                 | 29. Dezember 2008    |                   | Wirtschaftspartnerschaftsabkommen zwischen den CARIFORUM-Staaten einerseits und der Europäischen Gemeinschaft und ihren Mitgliedstaaten andererseits | Außenpolitik St. Lucias                                           |
| Saint Vincent Grenadinen       | St. Vincent und die Grenadinen     | 15. Oktober 2008                 | 29. Dezember 2008    |                   | Wirtschaftspartnerschaftsabkommen zwischen den CARIFORUM-Staaten einerseits und der Europäischen Gemeinschaft und ihren Mitgliedstaaten andererseits | Außenpolitik St. Vincent und die Grenadinen                       |
| Sudafrika                      | Südafrika                          | 10. Juni 2016                    | 10. Oktober 2016     |                   | Wirtschaftspartnerschaftsabkommen zwischen der Europäischen Union und ihren Mitgliedstaaten einerseits und den SADC-WPA-Staaten andererseits | Außenpolitik Südafrikas                                           |
| Sudan                          | Sudan                              |                                  |                      |                   | Derzeit kein Freihandelsabkommen | Außenpolitik Sudan                                                |
| Sudsudan                       | Südsudan                           |                                  |                      |                   | Derzeit kein Freihandelsabkommen | Außenpolitik Südsudan                                             |
| Suriname                       | Suriname                           | 15. Oktober 2008                 | 29. Dezember 2008    |                   | Wirtschaftspartnerschaftsabkommen zwischen den CARIFORUM-Staaten einerseits und der Europäischen Gemeinschaft und ihren Mitgliedstaaten andererseits | Außenpolitik Surinames                                            |
| Syrien                         | Syrien                             | 18. Januar 1977                  |                      | 1. November 1978  | Kooperationsabkommen zwischen der Europäischen Wirtschaftsgemeinschaft und der Arabischen Republik Syrien | Außenpolitik Syriens                                              |
| Tadschikistan                  | Tadschikistan                      |                                  |                      |                   | Derzeit kein Freihandelsabkommen | Außenpolitik Tadschikistans                                       |
| Tansania                       | Tansania                           |                                  |                      |                   | Derzeit kein Freihandelsabkommen | Außenpolitik Tansanias                                            |
| Thailand                       | Thailand                           |                                  |                      |                   | Verhandlungen 2013 aufgenommen, jedoch 2014 wieder abgebrochen. Neuaufnahme der Gespräche 2023. | Außenpolitik Thailands                                            |
| Togo                           | Togo                               |                                  |                      |                   | Derzeit kein Freihandelsabkommen | Außenpolitik Togos                                                |
| Tonga                          | Tonga                              |                                  |                      |                   | Derzeit kein Freihandelsabkommen | Außenpolitik Tongas                                               |
| Trinidad und Tobago            | Trinidad und Tobago                | 15. Oktober 2008                 | 29. Dezember 2008    |                   | Wirtschaftspartnerschaftsabkommen zwischen den CARIFORUM-Staaten einerseits und der Europäischen Gemeinschaft und ihren Mitgliedstaaten andererseits | Außenpolitik Trinidad und Tobagos                                 |
| Tschad                         | Tschad                             |                                  |                      |                   | Derzeit kein Freihandelsabkommen | Außenpolitik Tschad                                               |
| Tschechien                     | Tschechien                         |                                  |                      |                   | Mitgliedsstaat der Europäischen Union | Außenpolitik Tschechiens                                          |
| Tunesien                       | Tunesien                           | 17. Juli 1995                    |                      | 1. März 1998      | Europa-Mittelmeer-Abkommen zur Gründung einer Assoziation zwischen der Europäischen Gemeinschaft und ihren Mitgliedstaaten einerseits und der Tunesischen Republik andererseits | Außenpolitik Tunesiens                                            |
| Turkei                         | Türkei                             |                                  |                      |                   | Abkommen zur Gründung einer Assoziation zwischen der Europäischen Wirtschaftsgemeinschaft und der Türkei | Außenpolitik der Türkei                                           |
| Turkmenistan                   | Turkmenistan                       |                                  |                      |                   | Derzeit kein Freihandelsabkommen | Außenpolitik Turkmenistans                                        |
| Tuvalu                         | Tuvalu                             |                                  |                      |                   | Derzeit kein Freihandelsabkommen | Außenpolitik Tuvalus                                              |
| Uganda                         | Uganda                             |                                  |                      |                   | Derzeit kein Freihandelsabkommen | Außenpolitik Ugandas                                              |
| Ukraine                        | Ukraine                            | 21. März 2014 27. Juni 2014      | 2016                 | 1. September 2017 | AA inkl. DCFTA | Ukraine und die Europäische Union                                 |
| Ungarn                         | Ungarn                             |                                  |                      |                   | Mitgliedsstaat der Europäischen Union | Europapolitik Ungarns                                             |
| Uruguay                        | Uruguay                            |                                  |                      |                   | Derzeit kein Freihandelsabkommen (Mercosur) | Außenpolitik Uruguay                                              |
| Usbekistan                     | Usbekistan                         |                                  |                      |                   | Derzeit kein Freihandelsabkommen | Außenpolitik Usbekistans                                          |
| Vanuatu                        | Vanuatu                            |                                  |                      |                   | Derzeit kein Freihandelsabkommen | Außenpolitik Vanuatus                                             |
| Venezuela                      | Venezuela                          |                                  |                      |                   | Derzeit kein Freihandelsabkommen | Außenpolitik Venezuelas                                           |
| Vereinigte Arabische Emirate   | Vereinigte Arabische Emirate       |                                  |                      |                   | Derzeit kein Freihandelsabkommen | Außenpolitik der Vereinigten Arabischen Emiraten                  |
| Vereinigte Staaten             | Vereinigte Staaten                 |                                  |                      |                   | Derzeit kein Freihandelsabkommen. TTIP-Verhandlungen von den USA unterbrochen. | Außenpolitik der Vereinigten Staaten                              |
| Vereinigtes Konigreich         | Vereinigtes Königreich             | 30. Dezember 2020                | 1. Januar 2021       | 28. April 2021    | Handels- und Kooperationsabkommen zwischen der Europäischen Union und dem Vereinigten Königreich | Außenpolitik des Vereinigten Königreichs                          |
| Vietnam                        | Vietnam                            | 30. März 2020 8. Juni 2020       |                      | 1. August 2020    | Freihandelsabkommen zwischen Vietnam und der Europäischen Union (EVFTA) | Außenpolitik Vietnams                                             |
| Zentralafrikanische Republik   | Zentralafrikanische Republik       |                                  |                      |                   | Derzeit kein Freihandelsabkommen | Außenpolitik der Zentralafrikanischen Republik                    |
| Zypern Republik                | Republik Zypern                    |                                  |                      |                   | Mitgliedsstaat der Europäischen Union und der Eurozone | Außenpolitik Zyperns                                              |

## Freihandelsabkommen mit international nicht anerkannten Staaten
| Flagge                     | Staat                             | Unterzeichnet    | Vorläufige Anwendung | In Kraft getreten | Abkommen | Beziehung                        |
| -------------------------- | --------------------------------- | ---------------- | -------------------- | ----------------- | --- | -------------------------------- |
| Faroer                     | Färöer                            | 6. Dezember 1996 |                      | 1. Januar 1997    | Abkommen zwischen der Europäischen Gemeinschaft einerseits und der Regierung von Dänemark und der Landesregierung der Färöer andererseits |                                  |
| Kosovo                     | Kosovo                            | 27. Oktober 2015 |                      | 1. April 2016     | Stabilisierungs- und Assoziierungsabkommen zwischen der Europäischen Union und der Europäischen Atomgemeinschaft einerseits und dem Kosovo andererseits | Kosovo und die Europäische Union |
| Palastina Autonomiegebiete | Palästinensische Autonomiegebiete | 24. Februar 1997 |                      | 1. Juli 1997      | Europa-Mittelmeer-Interimsassoziationsabkommen über Handel und Zusammenarbeit zwischen der Europäischen Gemeinschaft einerseits und der Palästinensischen Befreiungsorganisation (PLO) zugunsten der Palästinensischen Behörde für das Westjordanland und den Gaza-Streifen andererseits |                                  |